# Alchemilla hoppeana
Alchemilla hoppeana é uma espécie de rosácea do gênero Alchemilla, pertencente à família Rosaceae.